# Guaraí
Guaraí is een gemeente in de Braziliaanse deelstaat Tocantins. De gemeente telt 22.530 inwoners (schatting 2009).